# フェヴァーシャムのアーデン
『フェヴァーシャムのアーデン』（Arden of Faversham、オリジナルの綴りはArden of Feversham）は、エリザベス朝時代の戯曲。書籍出版業組合の記録に登録されたのは1592年4月3日で、同じ年にエドワード・ホワイトによって出版された。内容は、妻とその愛人に殺害されたトマス・アーデンの事件を、事件の発覚、処刑まで描いたものである。 地域的に遠く離れたところで起こった事件や、歴史的な出来事ではなく、同時代に英国の地方で起こった犯罪を扱った芝居であり、現存する中では最古の家庭悲劇と考えられている。
著者はわかっておらず、トマス・キッド、クリストファー・マーロウ、ウィリアム・シェイクスピアなどの名前が著者の候補としてあがっている。単独作であるか共作であるかもわかっておらず、シェイクスピア外典の一部としてみなされている。コンピュータを用いた計量文献学の発達により、本作の著者が誰かをつきとめようという学問的な関心が高まっている。

## 材源
トマス・アーデン（Thomas Arden, or Arderne）はテューダー朝初期の成功した実業家だった。1508年に、おそらくノリッジで生まれた。アーデンは宗教改革の混乱に乗じて富を築いた。具体的には、1538年にヘンリー8世が没収したカトリック修道院の財産の売買である。アーデンが殺人を犯した家（現在もフェヴァーシャム Favershamに残っている）は元々はフェヴァーシャム修道院（Faversham Abbey）の宿坊だった。アーデンの妻アリスはモズビーという名前の下層階級に属する愛人がいて、二人は夫の殺害を企んでいた。何度か計画に失敗した後、二人はカレーの元イングランド領出身のブラック・ウィルとルーズバッグ（劇中ではシェイクバッグと呼ばれる）という元兵士たちを殺し屋として雇った。そして1551年2月14日、アーデンは殺害され、死体はセントバレンタインデーの祭に訪れた人の誰かがやったことに見せかけるため、吹雪の中に捨て置かれた。しかし、殺し屋たちの足跡が消える前に吹雪が止んだ。足跡は家まで続いていた。事件は発覚し、殺し屋たちはすぐに犯行を自白した。アリスとモズビーは裁判にかけられ、有罪判決を受けた。その年のうちにモズビーは絞首刑に、アリスは火刑に処せられた。ブラックウィルはフランドルに逃げた。イングランドの記録にはブラックウィルがフランドルで処刑されたとあるが、フランドルの記録ではイングランドに送られ処刑されたとある。いずれにしても、火刑に処せられたものと思われる。ルーズバッグは脱獄し、その後の消息は不明である。他にもいた共謀者たちはさらし絞首刑（Gibbet）に処せられた。その一人ジョージ・ブラッドショーは配達した封書の中の曖昧な文章で有罪判決を受けた。明かな誤審であり、死後に無罪を宣告された。
この話はラファエル・ホリンシェッド（Raphael Holinshed）の『年代記』を通してエリザベス朝人に広く知られていたようだが、事件はつい最近のことで記憶にも新しかったことだろう。この劇の作者の知人の中には当時のことをよく覚えている人たちもいたものと思われる。この芝居とホリンシェッドの『年代記』両方が、ブロードサイドのバラッドである"The complaint and lamentation of Mistresse Arden of Feversham in Kent"の原作となった。

## 主要人物
- トマス・アーデン (Thomas Arden): 自力で立身出世した男で、フェヴァーシャムの前市長であり、王室増収入局につとめていた。トマスは死の前の12月に遺言を書いていた。
- アリス・アーデン(Alice Arden): トマス・アーデンの妻である。アリスは恋人のモズビーと夫のトマスを殺害する計画をたてる。アリスは愛が社会階級を超えると信じているように見える。
- モズビー(Mosby): アリスの恋人で、アリスのメイドであるスーザンのきょうだいである。
- ブラックウィルとシェイクバッグ(Black Will and Shakebag): 雇われた殺し屋である。芝居では、ふたりは何度もトマス殺害に失敗する。シェイクバッグはブラックウィルよりもさらに悪人らしく描かれている。この名前はウィリアム・シェイクスピアに対する諷刺的言及である可能性もある。
- フランクリン(Franklin): トマス・アーデンの親友で、一緒に旅をしている道連れでもある。ロンドンからの道中で女性の不貞についての話をはじめる。

## 劇の内容
劇は殺人・裁判にいたる事件の流れだけでなく、事件のこみいったテーマ性までホリンシェッドの『年代記』に忠実である。また主要登場人物は前述のルーズバッグを除くと全員実名である。
最初の場面で、アーデンはひどく曖昧な人物として描かれる。アーデンは不摂生で横暴で不正直に見える。グリーンという名前の友人から土地の一部を、実質、騙し取る。もちろん、この性格描写は「邪悪な女の恐るべき悪意と偽善、淫らな性への飽くことなき欲望、殺人者全員の恥ずべき最期」と本の表紙に書いてある劇の意図を変えるものではない。この惹句は、この匿名のエリザベス朝劇作家が並以上の複雑なキャラクターを生み出す能力があることを示している。それは殺害シーンについても言える。殺し屋たちが霧の夜にアーデンを見つけようとするくだりの真に迫った緊張感と、殺し屋たちの無能な試みのほとんどベイソスなユーモアの結合がその例である。

## テキストと作者
この劇は当時、匿名で、1592年（Q1）、1599年（Q2）、1633年（Q3）の3回「四折版」として出版されている。最後の出版は、その年、大判紙にアリス視点で書かれたバラッドが載ったことから出された。どの表紙にも上演や劇団の記録はない。それはこの劇がエリザベス朝演劇の主流以外書かれた劇であることを暗示している。しかし、この劇は決して忘れ去られなかった。ジョージ・リロ（George Lillo）による改訂版がほぼ3世紀にわたって上演された。1921年にオリジナル版に戻され、それ以後も断続的に上演されている。1799年には、バレエ版がサドラーズウェルズ劇場で上演された。1967年にはアレクサンダー・ゲールがArden Must Dieとしてオペラ化した。
1656年にAn Exact and perfect Catalogue of all Plaies that were ever printedというカタログにこの芝居が出てきているが、明らかに行の揃え方にミスがある。『フェヴァーシャムのアーデン』はバーナード・リッチの作品として記録されているがその可能性は極めて低く、上の行では『パリスの審判』がシェイクスピアの作品とされている。これは行組の間違いで、おそらくこのカタログは『フェヴァーシャムのアーデン』をシェイクスピアの作品として記載するつもりであったのではないかと推測される。
作者に関しては詳細な分析が行われてきたが、いまだに解答は得られていない。シェイクスピア説が最初に唱えられたのは1770年のことで、提唱者はフェヴァーシャムの古物研究家エドワード・ジェーコブ（Edward Jacob）だった。他にもアルジャーノン・チャールズ・スウィンバーン、ジョージ・セインツベリー（George Saintsbury）、19世紀の評論家チャールズ・ナイト、ニコラス・デリウスがシェイクスピア説を採っている。他にも、この劇は最低でも1度、宮内大臣一座一座によって演じられ、その時シェイクスピアが役者としてシェイクバッグを演じた（シェイクバッグは悪党でありながら慣習を破って散文でなく韻文で話す）という説、この劇を出版したエドワード・ホワイトはシェイクスピアの『タイタス・アンドロニカス』を出版した人物だからこの劇もそうだという説がある。シェイクスピアが若い頃、フェヴァーシャムで上演した旅回りの一座のメンバーだったらしいという証拠がいくつかある。もしそれが真実なら、地元の人から事件のことを聞かされた可能性もあるかも知れない。シェイクスピアの母親の名前がメアリ・アーデン（Mary Arden）だったというのは、事件とは何の関係もない偶然の一致だが、その偶然がシェイクスピアの関心をこの事件に向けさせたということはなくもない。ちなみに、シェイクスピアが『お気に召すまま』の舞台に選んだのもアーデンの森（Arden）だった。
クリストファー・マーロウの名前も作者の候補にあがっている。キャラクターの強い激情ときわだって徳の高いヒーローの欠如はマーロウの特徴と共通したものである。マーロウはカンタベリーの近くで育って、この劇で示される地域の知識は持っていたようである。フレデリック・ガード・フレイ（Frederick Gard Fleay）やチャールズ・クリフォード、H・ダグデイル・サイクス、ブライアン・ヴィッカーズなどはトマス・キッドを候補者に挙げた。キッドは一時期マーロウと一緒に住んでいた。
この芝居の著者についての議論には、以下のような論点が含まれている。
- (1)このテクストは主にひとりの著者によって書かれたものなのか？
- (2)誰がどの部分を書いたのか？

2006年に、アメリカ合衆国マサチューセッツ大学アマースト校にあるマサチューセッツ・ルネサンス研究センターのアーサー・キニーと、オーストラリアのニューカッスル大学言語学的文体論センターのディレクターであるヒュー・クレイグによるシェイクスピアのコーパスを、コンピュータを用いて『フェヴァーシャムのアーデン』と比較する分析が実施された。これにより、『フェヴァーシャムのアーデン』の中間部分(第四場から第九場)は、単語の出現頻度や語彙選択などの観点からしてシェイクスピアによって書かれた作品と一致する特徴が見られるということがわかった。この研究に対しては、2008年、ブライアン・ヴィッカーズが『タイムズ・リテラリー・サプルメント』で反論し、連語の出現頻度にもとづくコンピュータ解析によると、トマス・キッドが最も有力な著者候補であると考えられると主張した。2015年に刊行されたマクドナルド・P・ジャクソンの研究では、『フェヴァーシャムのアーデン』の中間部分では広範にシェイクスピアの執筆の形跡が認められ、芝居の最初の部分でもいくつかシェイクスピアの手が入っていると疑われる文章があるという主張が述べられている。
2013年、ロイヤル・シェイクスピア・カンパニーはシェイクスピアを部分的な著者とする『フェヴァーシャムのアーデン』の版を刊行した。

## 現代における上演
- 1955年、この芝居はジョーン・リトルウッドによるシアター・ワークショップにより、パリ国際演劇フェスティヴァルのイングランドからの出品作として上演された。
- 1970年にバズ・グッドボディの演出により、ロイヤル・シェイクスピア・カンパニーが本作を舞台にかけた。エムリス・ジェイムズがトマス・アーデン、ドロシー・テューティンがアリスを演じ、ラウンドハウス座で上演された。
- 1982年にテリー・ハンズ演出、ブルース・パーチェスとジェニー・アガッター主演で、ストラットフォード・アポン・エイヴォンにあるロイヤル・シェイクスピア・カンパニーのアザー・プレイス座で本作が上演された。
- 2001年夏、この劇がフェヴァーシャムで上演された。上演場所は、実際の殺人の舞台となったアーデン家の庭だった。
- 2004年4月16日から5月15日まで、ニューヨークのメトロポリタン・プレイハウスで本作が上演された。
- 2010年6月8日から7月7日まで、ロンドン、バンクサイドのローズ座にて、エム・ルー・プロダクションズにより本作が上演された。ピーター・ダーニー演出によるもので、10年ぶりのロンドンでの上演であった。
- 2014年3月27日から29日まで、マサチューセッツ州ボストンにあるボストン大学学生劇場アガニス・アリーナで、ウィリング・サスペンション・プロダクションズによる上演が行われた。
- 2014年4月30日から10月2日まで、ストラットフォード・アポン・エイヴォンのスワン・シアターでロイヤル・シェイクスピア・カンパニーが本作を上演した[6]
- 2015年4月6日から18日にかけて、アトラス・パフォーミング・アーツ・センターでブレイヴ・スピリッツ・シアターが本作の上演を行った[7]。
- 2015年7月9日から25日にかけて、ニュー・ジャージーのハドソン・シェイクスピア・カンパニーが、設定を1950年に移した新演出で上演を行った。この公演はシェイクスピア・イン・ザ・パーク・フェスティヴァルの一環であった。このプロダクションは笑劇的なプロットをフランク・シナトラ、エルヴィス・プレスリー、パッツィ・クライン、ファッツ・ドミノなどの1950年のポップソングにあわせて語っていくという特徴があり、またトマス・アーデンの友人フランクリンを女性にすることで、2人が登場する場面にもともと存在している性的なサブテクストを明瞭に強調している[8]。